# 님비

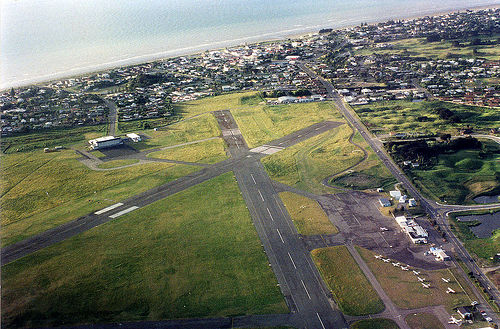
공항은 대표적인 님비 시설이다. 교통망 개선과 일자리 창출의 장점이 있지만, 항공기 소음과 토양 오염의 문제를 갖는다.

님비(영어: Not In My Backyard; NIMBY)는 공공의 이익에는 부합하지만 자신이 속한 지역에는 이롭지 아니한 일을 반대하는 행동을 뜻한다. Not In My Backyard(직역하면 내 뒷마당에는 안 돼)의 약자로 쓰레기 소각장, 장애인 시설, 노숙자 시설, 공항, 화장장, 교도소, 버스 차고지, 공동묘지, 축사, 요양원, 정신병원, 유기동물 보호센터, 임대주택과 같이 많은 주민들이 혐오하는 특정 시설 또는 땅값이 떨어질 우려가 있는 시설이 자신이 거주하는 지역에 들어서는 것을 반대하는 사회적인 현상을 말한다.
1987년 3월 미국 뉴욕 근교 아이슬립에서 처음 나온 단어다. 아이슬립에서 배출된 쓰레기를 처리할 방안을 찾지 못하자, 정부는 쓰레기 3천톤을 배에 싣고 미국 남부 6개주에서 중남미 연안까지 6개월 동안 항해하면서 쓰레기를 다른 지역에 처리하려고 하지만, 그 지역의 주민들의 반대로 실패했다. 그 때 사람들이 외친 말이 'Not In My Backyard!"였고, 단어의 앞 단어만 따서 NIMBY현상이라고 부르게 되었다.
님비현상은 주로 주민과 중앙정부, 지방자치단체(또는 주민)와 중앙정부의 구도로 대립하는데, 이는 거주 지역의 이익을 우선시 하기 때문이다. 반대되는 말로는 핌피 현상(Please In My Front Yard;PIMFY)와 임비 현상(Yes In My Backyard;YIMBY)이 있으며 이 모두를 통틀어서 지역 이기주의라고도 한다. 그리고 핌비 (please in my backyard)라고 말하기도 한다.
님비가 문제가 되는 유형은 크게 두 가지로, 하나는 꼭 필요한 시설인데도 아무 곳에서도 받아 주지 않는 경우이고 다른 하나는 실제로는 문제가 되지 않거나 오히려 득이 되는데도 불구하고 집값과 같은 요인 때문에 반대하는 경우이다.
기본적으로 님비 현상은 도덕과도 연결되기 때문에, 이에 많은 비판이 제기된다. 님비 현상을 방지하는 대안으로는, 취업 및 혜택을 통해 반대 여론을 잠재우는 방법과 이해관계가 엇갈리는 자치단체간의 협상을 통한 환경 빅딜이 있다.

## 같이 보기
- 수용권
- 환경 인종차별
- 젠트리피케이션
- 러다이트 운동
- 미국 국립사적지
- 테크노포비아
- 도시 계획
- 폐기물
- 용도지역